# 81859 Joetaylor
81859 Joetaylor è un asteroide della fascia principale. Scoperto nel 2000, presenta un'orbita caratterizzata da un semiasse maggiore pari a 2,5756080 UA e da un'eccentricità di 0,1416414, inclinata di 7,44609° rispetto all'eclittica.
L'asteroide è dedicato all'astronomo statunitense Joseph H. Taylor.